# Scrittura sulle ossa

Scapola di toro con iscrizione divinatoria di epoca Shang, datata al tempo del regno di Wu Ding.

Il termine scrittura sulle ossa (甲骨文; pinyin: jiǎgǔwén, letteralmente "scrittura su guscio ed osso") si riferisce agli antichi caratteri cinesi incisi (di rado scritti con un pennello) sugli ossi oracolari, ossa animali e gusci di tartaruga utilizzati a scopo divinatorio nella Cina dell'età del bronzo. La maggior parte di essi riporta le divinazioni piromantiche della casa reale della tarda dinastia Shang presso la capitale Yin (odierna Anyang. provincia dello Henan); la datazione dei campioni di Anyang varia, approssimativamente, tra il XIV - XI sec. a.C. ed il 1200 - 1050 a.C.. Della successiva dinastia Zhou non esistono che poche iscrizioni, a causa del progressivo declino della piromanzia in favore della divinazione attraverso il millefoglio. Le scritture oracolari del tardo periodo Shang costituiscono, insieme ad alcuni caratteri incisi su bronzi (coevi, ma di diverso stile), il più antico corpus della scrittura cinese, della quale rappresenta anche la forma più antica oggi nota. Poiché la moderna scrittura cinese deriva direttamente da quella di epoca Shang, questa risulta essenziale per lo studio dell'etimologia cinese.

## Precursori
Nonostante la maturità del sistema di scrittura al tempo degli Shang provi l'esistenza di una precedente fase di sviluppo, non è stata rinvenuta alcuna chiara traccia di scrittura databile al primo periodo Shang, o a periodi precedenti. I pochi segni di epoca Neolitica trovati, in una serie di siti in Cina, su vasellame, giade ed ossi sono oggetto di controversia e non vi è consenso generale riguardo alla loro parentela con la scrittura oracolare.

## Stile

Scrittura oracolare Shang: 虎 hǔ 'tigre'

Scrittura oracolare Shang: 目 mù 'occhio'

La scrittura del tardo periodo Shang, sia quella oracolare (in particolar modo nelle fasi più antiche) che quella su bronzo (金文, jīnwén), appare pittografica.
Rispetto alla scrittura su bronzo di epoca sia Shang che Zhou occidentale, quella oracolare risulta molto semplificata, con forme rettilinee a sostituzione delle curvilinee, probabilmente per la maggiore difficoltà nell'incidere i caratteri sulle superfici ossee piuttosto che sui calchi di argilla umida per la fusione dei bronzi.
Lo stile maggiormente pittorico e dettagliato della scrittura su bronzo è pertanto da considerarsi, rispetto allo stile "oracolare", più rappresentativo della scrittura tipica Shang: questo stile tipico continuò ad evolversi nella scrittura su bronzo e, nel tardo periodo Zhou, nello stile del sigillo di Qin.
L'utilizzo del pennello e dell'inchiostro nella scrittura è provato da una ristretta quantità di caratteri scritti su vasellame, gusci, ossi ed oggetti di giada e pietra. Esistono anche prove dell'utilizzo, come supporto, di libri di bambù (o legno) simili a quelli databili tra il tardo periodo Zhou e il periodo Han, per la presenza di caratteri rappresentanti, rispettivamente, un pennello (聿 yù) ed un libro di bambù (冊 cè, composto da sottili listarelle verticali legate fra loro in senso orizzontale). Data la facilità di scrittura con il pennello (maggiore rispetto a quella con stilo su argilla) si presume che lo stile dei caratteri Shang scritti su bambù fosse simile a quello dei bronzi, e che la maggior parte della scrittura su questi supporti avvenisse tramite pennello. Ciò sarebbe comprovato dal riorientamento di alcuni caratteri, ruotati di 90 gradi come per poterli meglio inserire su liste lunghe e strette.
Inoltre, la scrittura dei caratteri in colonne verticali, dall'alto verso il basso, è stata per lo più trasposta dai libri di bambù alle iscrizioni oracolari. In alcuni casi i caratteri sono scritti in orizzontale, per far sì che il testo segua le crepe "divinatorie", oppure si trovano colonne di testo che improvvisamente ruotano di 90 gradi, ma si tratta di eccezioni, e le iscrizioni non erano mai lette dal basso verso l'alto. Nella scrittura cinese, le colonne di testo verticali vanno tradizionalmente da destra verso sinistra (schema riscontrato dai bronzi di epoca Shang in poi), tuttavia, nelle iscrizioni oracolari, le colonne venivano spesso fatte partire dalla linea centrale del guscio (o dell'osso) verso l'esterno.

## Struttura e funzione

Vari modi di scrivere 寅 (il 3° Ramo Terrestre), nella scrittura oracolare.

A dispetto del suo aspetto relativamente pittorico, la scrittura oracolare è un sistema di scrittura abbastanza maturo e pienamente funzionante,: è in grado, cioè, di rappresentare interamente la lingua cinese antica. Tale livello di maturità implica un precedente periodo di sviluppo della durata di almeno alcune centinaia di anni. In epoca Shang, la maggior parte dei caratteri era già convenzionalizzata in modo tale che, nonostante la presunta origine pittografica, il significato di molti di essi non risultava immediatamente evidente.
Si prendano ad esempio il terzo ed il quarto carattere rappresentati nell'immagine in basso: senza un'accurata ricerca mediante confronti con le forme più tarde, sarebbe improbabile capire che essi rappresentano, rispettivamente, 豕 shĭ "suino, maiale" e 犬 quǎn "cane". Boltz (1994 & 2003 p. 31–33) fa notare che gran parte dei caratteri oracolari non sono sufficientemente realistici perché qualcuno, che non conosca tale scrittura, possa capire cosa essi rappresentano; sebbene originariamente pittografici, non lo sono più a livello funzionale. Boltz parla invece di zodiogrammi ("zodiographs"), ricordando che essi rappresentano parole, attraverso le quali sono rappresentati concetti; per la stessa ragione, Qiu li definisce semantogrammi ("semantographs").
Nel tardo periodo Shang, i caratteri, inclusi tutti i più usati anche oggi, avevano già assunto una serie di funzioni non-pittografiche: prestiti fonetici, composti semantico-fonetici e composti associativi erano comuni. Un'analisi strutturale e funzionale dei caratteri rivela che erano per il 32% composti associativi, il 27% composti fonetico-semantici, il 23% pittogrammi, l'11% prestiti fonetici, il 2% di indicativi ed il 6% di funzione incerta.
Pur essendo un sistema del tutto funzionale, non fu mai veramente standardizzato, e si presentano numerose varianti dei caratteri (nell'immagine a sinistra, i diversi modi di scrivere yín (寅) il terzo Ramo Terrestre), ed irregolarità nella dimensione e nell'orientamento degli stessi: un carattere orizzontalmente invertito è in genere riferito alla stessa parola, e possono esservi componenti aggiuntivi senza che il significato cambi. Queste irregolarità cessarono con l'adozione della scrittura del sigillo sotto la dinastia Qin.
La maggior parte delle migliaia di caratteri rinvenuti non è ancora decifrata. Il carattere in alto a sinistra nell'immagine (contenuta nella galleria in basso) intitolata "Iscrizione per la primavera" non ha una controparte moderna conosciuta. Il carattere sottostante , dall'aspetto di triangolo isoscele attraversato da una riga nella parte superiore, è tuttavia uno dei meglio noti: è il carattere oracolare per 王 wáng ("sovrano, re").

Scrittura oracolare: (da sinistra) 馬/马 mǎ "cavallo", 虎 hǔ "tigre", 豕 shĭ "suino", 犬 quǎn "cane", 鼠 shǔ "ratto, topo", 象 xiàng "elefante", 豸 zhì "animale da preda", 龜/龟 guī "tartaruga", 爿 qiáng "tavolino" (oggi 床 chuáng), 為/为 wèi "guidare" (oggi "fare"), e 疾 jí "malattia"

## Scrittura oracolare Zhou

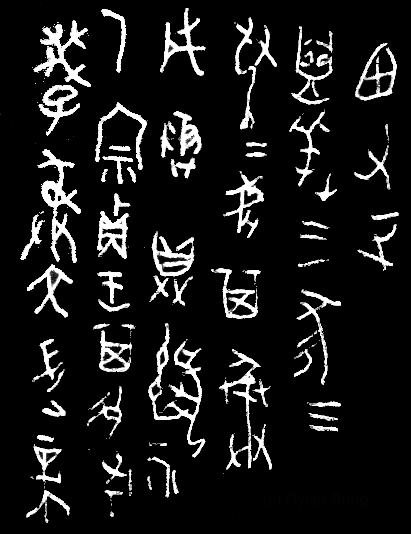
Copia manuale di un'iscrizione Zhou

Gli ossi oracolari del periodo tra i tardi Shang ed i Zhou sono presenti in numero relativamente scarso, rispetto all'intero corpus Shang. I primi ritrovamenti risalgono agli anni '50, e furono scarsi fino all'agosto 1977, quando furono rinvenute, in un'area vicina al cuore dell'antica regione Zhou, diverse migliaia di frammenti (solamente 200-300 dei quali presentavano però iscrizioni).

## Album studio

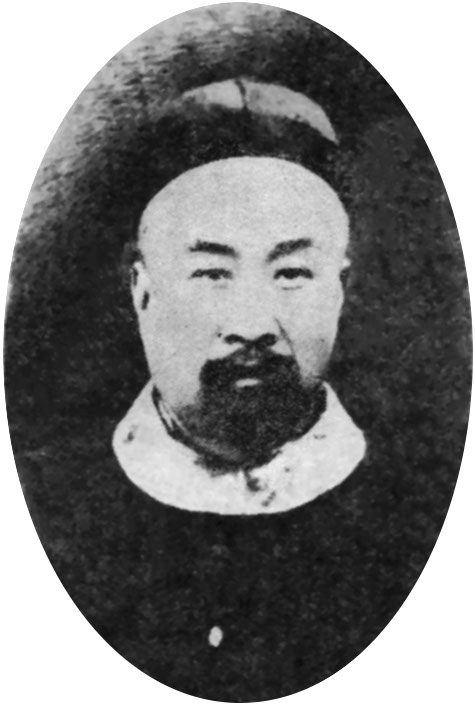
Wang Yirong, politico e studioso cinese, fu il primo a riconoscere i caratteri oracolari come scrittura antica.

Tra i maggiori studiosi cinesi che hanno contribuito allo studio dei caratteri oracolari:
- Wáng Yìróng riconobbe i caratteri come antica scrittura cinese nel 1899.
- Liú È collezionò circa cinquemila frammenti, pubblico il primo volume di esempi nel 1903 ed identificò correttamente 34 caratteri.
- Sūn Yíràng fu il primo vero ricercatore di ossi oracolari.
- Luó Zhènyù collezionò oltre 20.000 ossi e pubblicò diversi volumi, identificò i nomi dei re Shang, identificando così gli ossi come artefatti di epoca Shang.
- Wáng Guówéi dimostrò la corrispondenza tra il ciclo commemorativo dei sovrani Shang e la lista di sovrani stilata da Sima Qian in Memorie di uno storico.
- Dǒng Zuòbīn, 1895–1963) identificò i divinatori e stabilì una cronologia ed altri criteri di datazione per gli ossi.
- Guō Mòruò

## Codifica Unicode
È stata anticipata una futura codifica del sistema di scrittura in Unicode, per cui si sono menzionati i punti da U+30000 a U+317FF (Piano 3, Piano Ideografico Terziario).

## Campioni

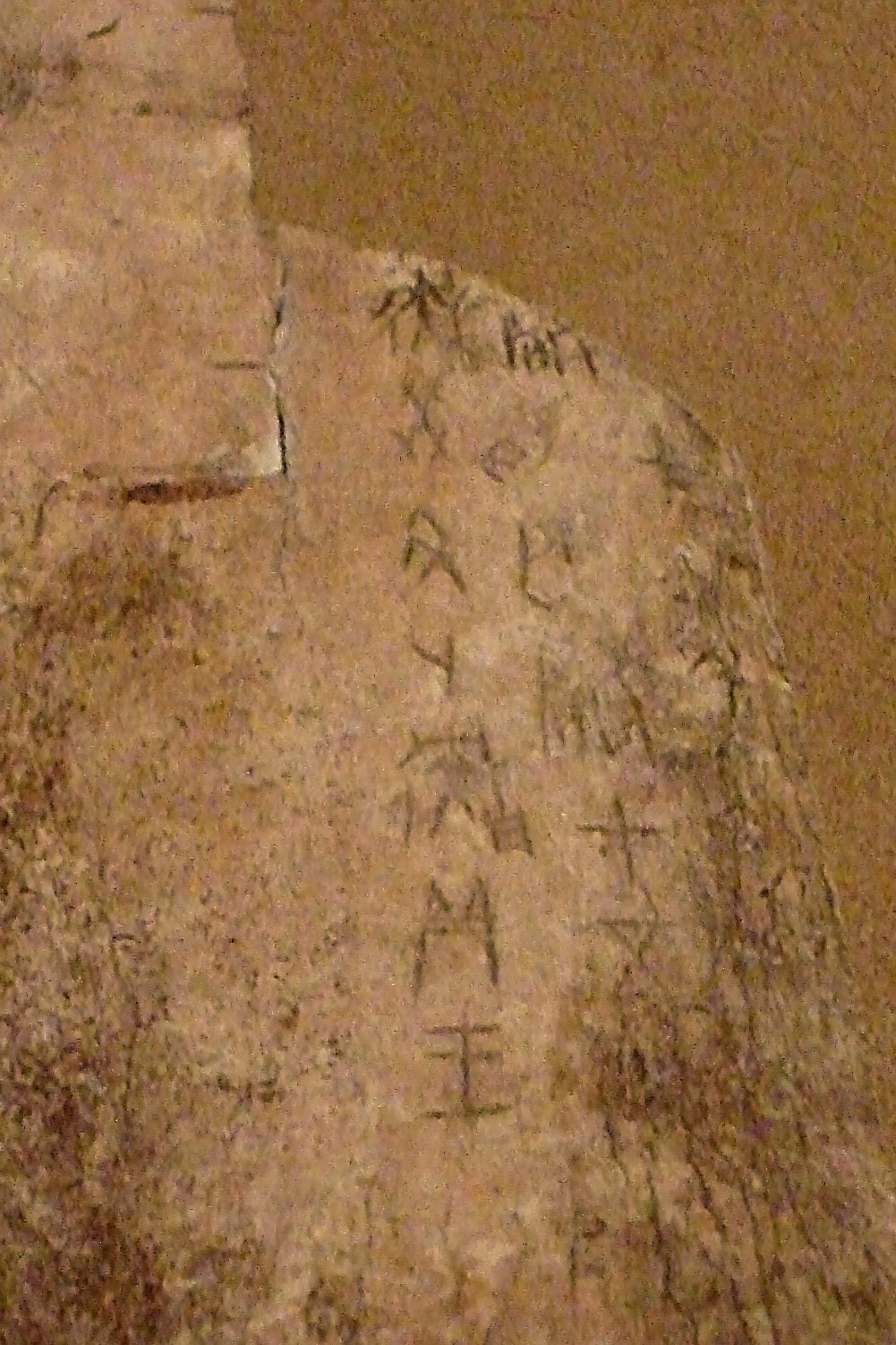
Osso oracolare (incompleto) con divinazione su eventuali disgrazie nei dieci giorni successivi
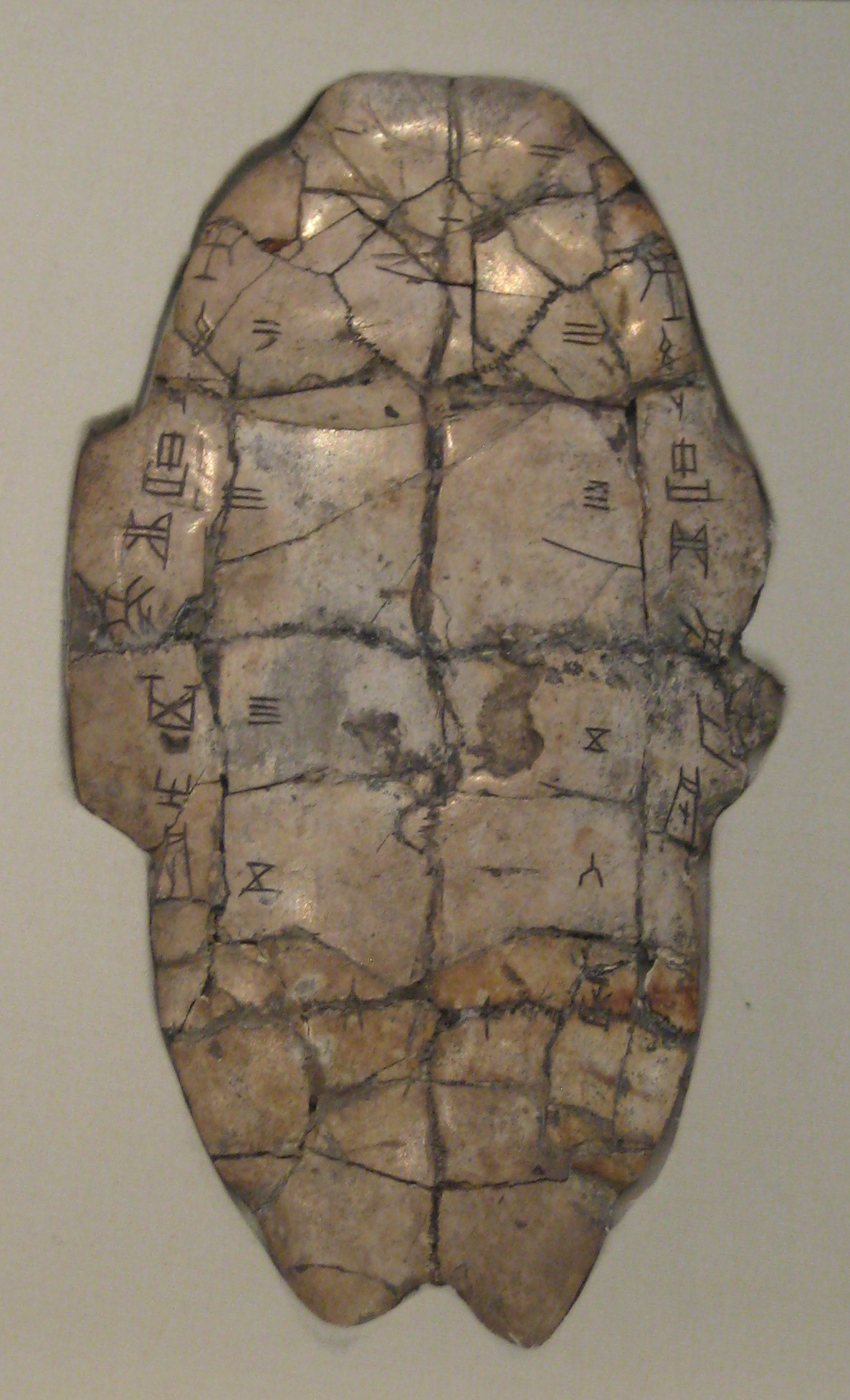
Piastra di guscio di tartaruga con iscrizione divinatoria datata al regno di Wu Ding
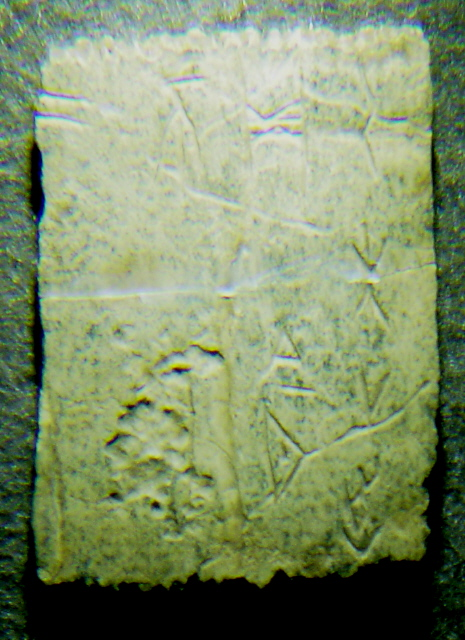
Una divinazione
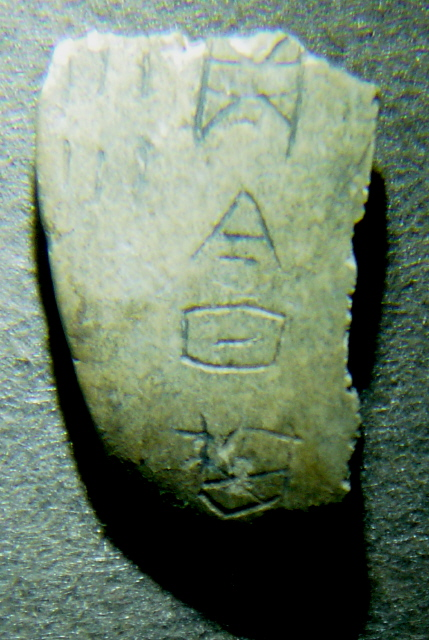
Sulla pioggia ("Oggi, pioverà?")
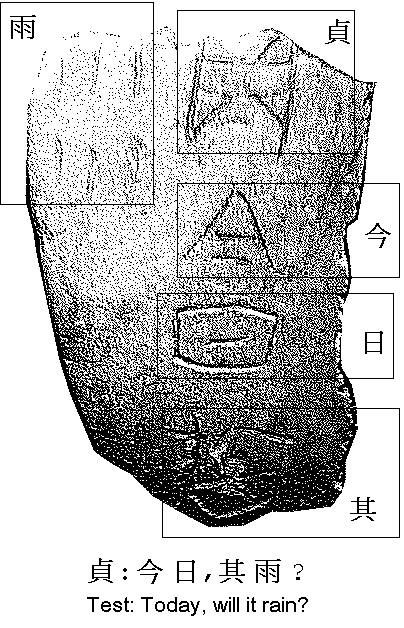
Altra iscrizione sulla pioggia
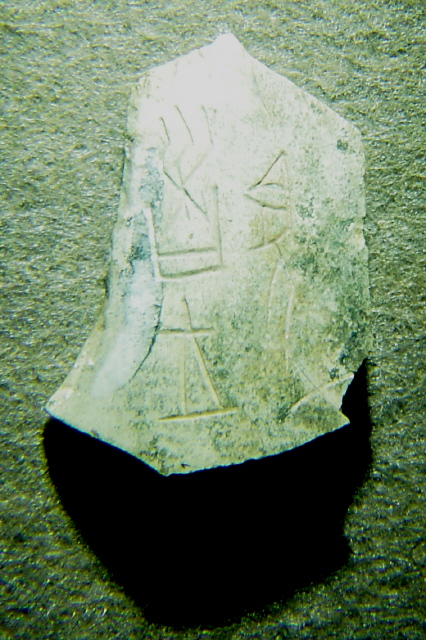
Iscrizione per la primavera
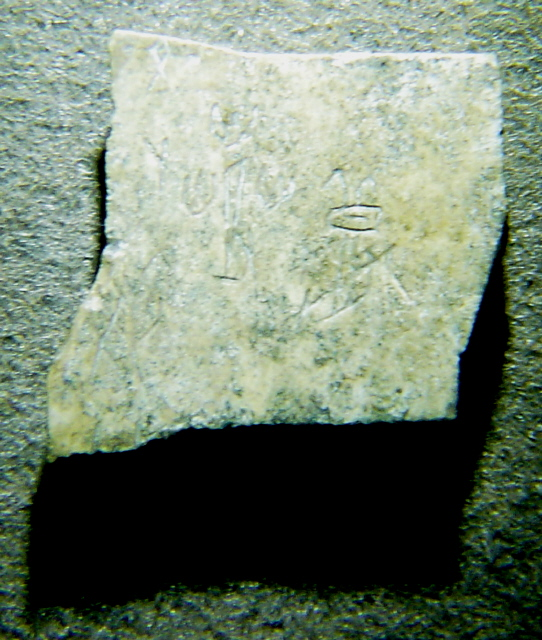
Iscrizione per l'autunno
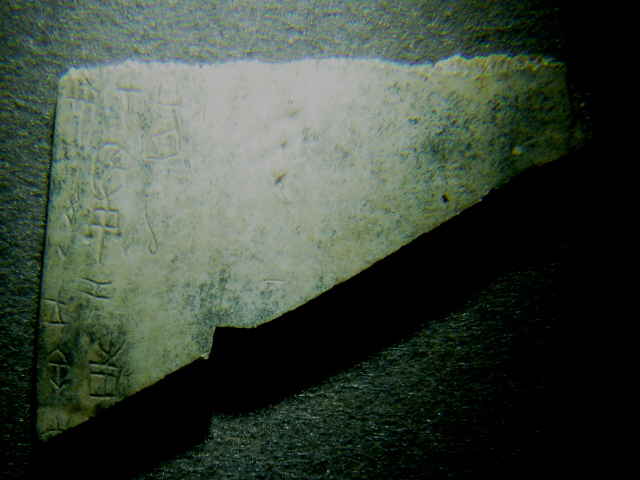
Iscrizione per l'inverno
豕 shĭ ‘suino’
犬 quǎn ‘cane’